# 盧西恩 (密西西比州)
盧西恩（英語：Lucien）是位於美國密西西比州富蘭克林縣的非建制地區。

## 歷史
盧西恩的郵局於1907年設立，其後於1972年停運。

## 地理
盧西恩所處的海拔為高於海平面99米（即325英呎），而該地所採用的時區為UTC-6，即北美中部時區（CST）。同時該地設有夏令時間，為UTC-6調快一小時，即UTC-5（CDT）。